# Xanthophenax alluaudi
Xanthophenax alluaudi là một loài tò vò trong họ Ichneumonidae.